# Malaconothrus japonicus
Malaconothrus japonicus är en kvalsterart som beskrevs av Aoki 1966. Malaconothrus japonicus ingår i släktet Malaconothrus och familjen Malaconothridae. Inga underarter finns listade i Catalogue of Life.